# Vanadislundens friluftsteater
Vanadislundens teater eller Vanadisteatern var en friluftsteater i Vanadislunden i Stockholm. 
Den uppfördes 1916. Här uppträdde folkkära skådespelare så som Thor Modéen och Julia Caesar. 1938–1946 var Sigge Fürst dess ledare. 

## Uppsättningar
| År   | Produktion                                               | Upphovsmän                                            | Regi             | Noter |
| ---- | -------------------------------------------------------- | ----------------------------------------------------- | ---------------- | --- |
| 1915 | Fostbrödralag                                            | Fred Nye                                              |                  | Premiär hösten 1915 Gästspel av Lundquistska sällskapet |
| 1920 | När byskräddaren och byskomakaren gifte bort sin pojke   | Björn Hodell                                          |                  | Premiär 26 maj 1920 |
| 1921 | Komedianter och Småborgare                               | Björn Hodell                                          | Carl Barcklind   | Premiär 14 maj 1921 |
| 1921 | När byskräddaren och byskomakaren gifte bort sin pojke   | Björn Hodell                                          |                  | Premiär 2 juli 1921 |
| 1921 | Andersson, Pettersson och Lundström                      | Frans Hodell                                          |                  | Premiär 6 augusti 1921 |
| 1922 | Andersson, Pettersson och Lundström                      | Frans Hodell                                          |                  | Premiär 24 maj 1922 |
| 1922 | Öregrund-Östhammar                                       | Selfrid Kinmanson                                     |                  | Premiär 29 juli 1922 |
| 1923 | Chaplin                                                  | Emil Norlander                                        |                  | Premiär 2 juni 1923 |
| 1923 | Charleys tant Charley's Aunt                             | Brandon Thomas                                        |                  | Premiär 4 juli 1923 Thor Modéen |
| 1924 | Hur Kalle Karlsson fick Hjul-Pelle att fastna i rävsaxen | Björn Hodell                                          |                  | Premiär 7 juni 1924 |
| 1925 | En piga bland pigor                                      | Ernst Fastbom                                         | Axel Hultman     | Premiär 30 maj 1925 |
| 1925 | Öregrund-Östhammar                                       | Selfrid Kinmansson                                    | Axel Hultman     | Premiär 11 juli 1925 |
| 1926 | Kärlek och landstorm                                     | Gideon Wahlberg och Walter Stenström                  | Walter Stenström | Premiär 2 juni 1926 |
| 1927 | Halta Lena och Vindögda Per                              | Ernst Fastbom                                         |                  | Premiär 3 juni 1927 |
| 1928 | Folket i Simlångsdalen                                   | Einar Fröberg                                         |                  | Premiär 9 juni 1928 |
| 1929 | Postmästarinnan Die Postmeisterin                        | Leon Jessel och August Neidhart                       | Nils Johannisson | Premiär 14 juni 1929 |
| 1930 | Småstadsfröknarna                                        | Einar Fröberg                                         |                  | Premiär 29 maj 1930 |
| 1931 | Den nye inspektorn                                       | Hjalmar Procopé                                       | Helge Wahlgren   | Premiär 10 juni 1931 |
| 1932 | Nicklasson & Co.                                         | Ernst Berge                                           | Ludde Gentzel    | Premiär 4 juni 1932 |
| 1933 | Frans Fransson och son                                   | Ernst Berge                                           | Thor Modéen      | Premiär 9 juni 1933 |
| 1934 | Pettersson – Sverge                                      | Oscar Rydqvist                                        | Sigurd Wallén    | Premiär 15 juni 1934 |
| 1934 | Folket i Simlångsdalen                                   | Einar Fröberg                                         |                  | Premiär 9 september 1934 Gästspel av Stockholms Godtemplaramatörer |
| 1935 | Filip den store                                          | Oscar Rydqvist                                        |                  | Premiär 7 juni 1935 |
| 1936 | Känsliga Svensson                                        | Ernst Berge                                           | Thor Modéen      | Premiär 11 juni 1936 Thor Modéen, Julia Cæsar, Hugo Jacobson, Nita Hårleman, Inga Rasmussen, Greta Lundberg, Curt Lundvik, Mona Geijer-Falkner, John Westin, Erik Johansson, John Botvid                                       |
| 1937 | Julia ordnar allt                                        |                                                       | Björn Hodell     | Premiär 7 juni 1937 |
| 1937 | Tre trallande trubadurer                                 | Ernst Berge                                           | Ernst Berge      | Premiär 20 juni 1937 |
| 1938 | Revolution i kåksta'n                                    | Ernst Berge                                           | Sigge Fürst      | Premiär 3 juni 1938 Hugo Jacobson, John Elfström, Douglas Håge, Åke Uppström, Bengt Palm, Mary Gräber, Maja Håge, Britta Brunius, Albin Erlandzon, Lill-Göte                                                                   |
| 1939 | Kung Pettersson                                          | Ernst Berge                                           | Ernst Berge      | Premiär 27 maj 1939 Sigge Fürst, Hugo Jacobson, Lilly Kjellström, Naemi Briese, John Elfström, Helen Lyth, Sven Melin, Berndt Westerberg, Bengt Palm Scenografi Tore Rangstedt                                                 |
| 1940 | Café Glada Änkan                                         | Ernst Berge                                           | Sigge Fürst      | Premiär 8 juni 1940 Julia Caesar, Magnus Kesster, Astrid Bodin, John Melin, Gudrun Moberg, Berndt Westerberg, Åke Uppström, Julle Sjögren, Bengt Palm                                                                          |
| 1941 | Solvallakungen                                           | Ernst Berge                                           | Sigge Fürst      | Premiär 7 juni 1941 Dagmar Ebbesen, Britta Brunius, Mona Geijer-Falkner, Magnus Kesster, Berndt Westerberg, Oscar Heurlin, Bengt Palm, Tom Walter, Ernst Berge                                                                 |
| 1942 | Kometen kommer                                           | Ernst Berge                                           | Ernst Berge      | Premiär 13 juni 1942 |
| 1943 | S:t Jönsson och draken                                   | Ernst Berge                                           | Sigge Fürst      | Premiär 1 juni 1943 |
| 1944 | Eld i berget                                             | Ernst Berge                                           | Sigge Fürst      | Premiär 10 juni 1944 |
| 1945 | Sanningen om Karlsson                                    | Ernst Berge                                           | Sigge Fürst      | Premiär 6 juni 1945 |
| 1946 | Två man om en änka Der Regimentspapa                     | Richard Kessler och Heinrich Stobitzer                | Sigge Fürst      | Premiär 14 juni 1946 |
| 1947 | Tacka faster för de'                                     | Åke Söderblom, Börje Larsson och Fritz Gustaf         | Börje Larsson    | Premiär 14 juni 1947 Åke Engfeldt, Maja Cassel, Hugo Jacobson, Lilly Kjellström, Karl Erik Flens, Barbro Ribbing, Gösta Jonsson, Mimi Nelson                                                                                   |
| 1948 | Alpens ros                                               | Åke Söderblom och Fritz Gustaf                        | Gösta Terserus   | Premiär 12 juni 1948 |
| 1949 | Farlig Kurva                                             | Franz Kollmar                                         | Börje Larsson    | Premiär 10 juni 1962 |
| 1950 | Semesterflirt Miranda                                    | Peter Blackmore                                       | Gösta Jonsson    | Premiär 15 juni 1950 |
| 1951 | Livet på landet                                          | Fritz Gustaf                                          | Gösta Jonsson    | Premiär 14 juni 1951 |
| 1952 | Jungfrukarusellen                                        | Walter Kollo, Theo Halton och Rideamus (Fritz Oliven) | Lasse Krantz     | Premiär 11 juni 1952 Scenografi Yngve Gamlin |
| 1953 | Skärgårdsflirt                                           | Gideon Wahlberg                                       | Gösta Jonsson    | Premiär 12 juni 1953 Julia Cæsar, Magnus Kesster, Dagmar Olsson, Wiktor ”Kulörten” Andersson, John Melin, Harald Emanuelsson, Mona Åstrand, Gunnar Elfvin, Iréne Gleston, Sven-Erik Weilar                                     |
| 1954 | Söderkåkar                                               | Gideon Wahlberg                                       | Gösta Jonsson    | Premiär 4 juni 1954 Julia Cæsar, Magnus Kesster, Mona Geijer-Falkner, Wera Lindby, Karl-Axel Forssberg, Astrid Fritz, Lilly Berggren, Bo Hederström, John Melin, Eric von Gegerfelt, Ingmar Billow, Olov Wigren, Otto Malmberg |
| 1954 | Sommarbladet, revy                                       | Fritz Gustaf, Charles Henry, Allan Forss              |                  | Premiär 2 augusti 1954 Gösta Jonsson, Walter Larsson Scenografi Kåge Andersson |
| 1955 | Kloka Gubben Den kloge mand                              | Paul Sarauw                                           | Gösta Jonsson    | Premiär 3 juni 1955 |
| 1955 | Skämt i 50                                               |                                                       |                  | Premiär 12 juli 1955 |
| 1956 | Kärlek och guldfeber                                     | Gideon Wahlberg                                       | Gösta Jonsson    | Premiär 15 juni 1956 Julia Cæsar, Sven Melin, John Melin, Alf Östlund, Hans Lindgren, Agda Helin, Henry Lindblom, Bo Hederström, Rune Ottoson, Marianne Andersson, Elsie Ellingsson, Hans Rydell, Per Olof, Knut Utterström    |
| 1957 | Kärlek och guldfeber                                     | Gideon Wahlberg                                       | Gösta Jonsson    | Premiär 18 juni 1957 Julia Cæsar, Sven Melin, John Melin, Alf Östlund, Hans Lindgren, Agda Helin, Henry Lindblom, Marianne Andersson, Bo Hederström, Hans Rydell                                                               |
| 1958 | Vi dagdrivare, revy                                      | Gösta Jonsson och Walter Larsson                      |                  | Premiär 2 juli 1958 |
| 1959 | Hej, revy                                                | Charles Henry                                         |                  | Premiär 18 juni 1959 |
| 1960 | Vanadis – naturligtvis, revy                             | Charles Henry                                         |                  | Premiär 21 juni 1960 |
| 1961 | Revy med sex, revy                                       |                                                       |                  | Premiär 21 juni 1961 |
| 1962 | Don Quijote                                              | Léon Minkus                                           | Teddy Rhodin     | Premiär 19 juni 1962 |
| 1963 | Coppelia                                                 | Léo Delibes                                           | Teddy Rhodin     | Premiär 28 juni 1963 |